# GATA3
Trans-acting T-cell-specific transcription factor GATA-3 est une  protéine appartenant à la famille des facteurs de transcription de type GATA codée par le gène GATA3 situé sur le chromosome 10 humain,,.

## Fonction
GATA-3 appartient à la famille de facteurs de transcription GATA, reconnaissant un consensus WGATAR sur l'ADN. Il régule la différenciation des cellules epithéliales luminales dans les glandes mammaires. La protéine contient deux doigts de zinc de type GATA, est un important régulateur du développement  des lymphocytes T et joue un rôle important dans la biologie des cellules endothéliales.   GATA-3 induit la sécrétion d'IL-4, IL-5, et d'IL-13 à partir des lymphocytes Th2, et induit la différenciation des lymphocytes Th0 vers Th2 tout en supprimant leur différenciation en lymphocytes Th1. Il est supposé que GATA-3 puisse jouer un rôle tissu-spécifique.

## Importance clinique
Des malfonctions dans ce gène sont la cause d'hypoparathyroidisme avec surdité neurosensorielle et dysplasie rénale.

### Cancer du sein
GATA-3 est l'un des trois gènes mutés dans >10 % des cancers du sein (Cancer Genome Atlas).
Il fut montré que GATA-3 est requis pour le cancer du sein de type luminal A, et est impliqué dans les cascades de signalisation avec ERα, mais également   avec la signalisation du récepteur aux androgènes dans les tumeurs ER-/AR+.
L'expression nucléaire de GATA-3 dans les cancers du sein est considérée comme marqueur de cancer luminal  dans les cancers ER+ et luminal androgène-répondant dans les  tumeurs ER-/AR+. Il est hautement co-exprimé avec FOXA1 et sert de prédicateur négatif de sous-type basal et sous-type ERBB2,,. GATA-3 fut montré comme régulant directement  la différenciation des cellules luminales  dans des  modèles murins de cancer du sein. Il est également considéré comme fort prédicteur d’insensibilité au taxane et sels de platine.

### Autres
L'insuline diminue l'expression de GATA3 en causant la sur-expression de T-bet, résultant en une résistance à la thérapie endocrine.
L'asthme est provoqué en partie par l'activation des lymphocytes Th2 par le GATA3. l'inactivation de cette dernière (par diminution de son expression grâce à l'introduction d'un oligonucléotide anti-sens, permet l'amélioration des symptômes.

## Interactions
GATA3 interagit avec LMO1,, le récepteur aux estrogènes et FOXA1.